# Algorithmus

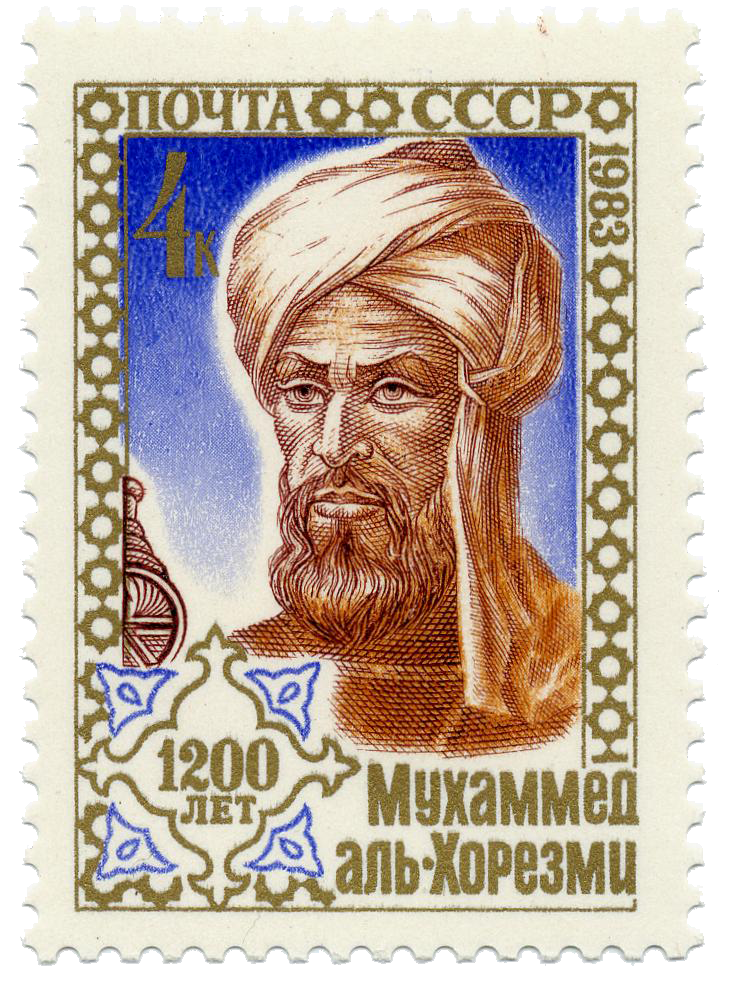
Al-Chwarizmi, der aus Choresmien stammende Namensgeber des Algorithmus, auf einer 1983 herausgegebenen sowjetischen Briefmarke anlässlich seines 1200-jährigen Geburtsjubiläums

Ein Algorithmus (benannt nach dem Mathematiker und Universalgelehrten al-Chwarizmi, von arabisch: الخوارزمی al-Ḫwārizmī, deutsch ‚der Choresmier‘) ist eine eindeutige Handlungsvorschrift zur Lösung eines Problems oder einer Klasse von Problemen. Algorithmen bestehen aus endlich vielen, wohldefinierten Einzelschritten. Damit können sie zur Ausführung in ein Computerprogramm implementiert, aber auch in menschlicher Sprache formuliert werden. Bei der Problemlösung wird eine bestimmte Eingabe in eine bestimmte Ausgabe überführt.

## Definition
Ein Algorithmus ist eine klare, endliche Abfolge von Anweisungen, die ein Problem löst oder eine Aufgabe ausführt. Um dies jedoch mit mathematischer Strenge zu definieren, benötigt man ein mathematisches Modell, welches beschreibt, wie mathematische Funktionen eine Eingabe in eine Ausgabe umwandeln, sogenannte Berechenbarkeitsmodelle. Das Referenz-Modell ist die Turingmaschine.

### Turingmaschinen und Algorithmusbegriff
Der Mangel an mathematischer Genauigkeit des Begriffs Algorithmus störte viele Mathematiker und Logiker des 19. und 20. Jahrhunderts, weswegen in der ersten Hälfte des 20. Jahrhunderts eine ganze Reihe von Ansätzen entwickelt wurde, die zu einer genauen Definition führen sollten. Eine zentrale Rolle nimmt hier der Begriff der Turingmaschine von Alan Turing ein. Weitere Formalisierungen des Berechenbarkeitsbegriffs sind die Registermaschinen, der Lambda-Kalkül (Alonzo Church), rekursive Funktionen, Chomsky-Grammatiken (siehe Chomsky-Hierarchie) und Markow-Algorithmen.
Es wurde – unter maßgeblicher Beteiligung von Alan Turing selbst – gezeigt, dass all diese Methoden die gleiche Berechnungsstärke besitzen (gleich mächtig sind). Sie können durch eine Turingmaschine emuliert werden, und sie können umgekehrt eine Turingmaschine emulieren.

#### Formale Definition
Mit Hilfe des Begriffs der Turingmaschine kann folgende formale Definition des Begriffs formuliert werden:
„Eine Berechnungsvorschrift zur Lösung eines Problems heißt genau dann Algorithmus, wenn eine zu dieser Berechnungsvorschrift äquivalente Turingmaschine existiert, die für jede Eingabe, die eine Lösung besitzt, stoppt.“

#### Eigenschaften des Algorithmus
Aus dieser Definition sind folgende Eigenschaften eines Algorithmus ableitbar:
1. Das Verfahren muss in einem endlichen Text eindeutig beschreibbar sein (Finitheit).
2. Jeder Schritt des Verfahrens muss tatsächlich ausführbar sein (Ausführbarkeit).
3. Das Verfahren darf zu jedem Zeitpunkt nur endlich viel Speicherplatz benötigen (Dynamische Finitheit, siehe Platzkomplexität).
4. Das Verfahren darf nur endlich viele Schritte benötigen (Terminierung, siehe auch Zeitkomplexität).

Darüber hinaus wird der Begriff Algorithmus in praktischen Bereichen oft auf die folgenden Eigenschaften eingeschränkt:
1. Der Algorithmus muss bei denselben Voraussetzungen das gleiche Ergebnis liefern (Determiniertheit).
2. Die nächste anzuwendende Regel im Verfahren ist zu jedem Zeitpunkt eindeutig definiert (Determinismus).

### Church-Turing-These
Die Church-Turing-These besagt, dass jedes intuitiv berechenbare Problem durch eine Turingmaschine gelöst werden kann. Als formales Kriterium für einen Algorithmus zieht man die Implementierbarkeit in einem beliebigen, zu einer Turingmaschine äquivalenten Formalismus heran, insbesondere die Implementierbarkeit in einer Programmiersprache – die von Church verlangte Terminiertheit ist dadurch allerdings noch nicht gegeben.
Der Begriff der Berechenbarkeit ist dadurch dann so definiert, dass ein Problem genau dann berechenbar ist, wenn es einen (terminierenden) Algorithmus zu dem Problem gibt, das heißt, wenn eine entsprechend programmierte Turingmaschine das Problem in endlicher Zeit lösen könnte.
Es sei bemerkt, dass die Ambiguität des Begriffs „intuitiv berechenbares Problem“ den mathematischen Beweis dieser These unmöglich macht. Es ist also theoretisch denkbar, dass intuitiv berechenbare Probleme existieren, die nach dieser Definition nicht als „berechenbar“ gelten. Bis heute wurde jedoch noch kein solches Problem gefunden.

### Abstrakte Automaten
Turingmaschinen harmonieren gut mit den ebenfalls abstrakt-mathematischen berechenbaren Funktionen, reale Probleme sind jedoch ungleich komplexer, daher wurden andere Maschinen vorgeschlagen.
Diese Maschinen weichen etwa in der Mächtigkeit der Befehle ab; statt der einfachen Operationen der Turingmaschine können sie teilweise mächtige Operationen, wie etwa Fourier-Transformationen, in einem Rechenschritt ausführen.
Oder sie beschränken sich nicht auf eine Operation pro Rechenschritt, sondern ermöglichen parallele Operationen, wie etwa die Addition zweier Vektoren in einem Schritt.
Ein Modell einer echten Maschine ist die Sequential Abstract State Machine (kurz seq. ASM) mit folgenden Eigenschaften:
Ein Algorithmus einer seq. ASM soll
- durch einen endlichen Programmtext spezifiziert werden können
- schrittweise ausgeführt werden können
- für bestimmte Zustände terminieren, muss aber nicht immer terminieren (sinnvolle Gegenbeispiele für die Forderung, dass immer terminiert werden muss, wären etwa ein Programm, das fortgesetzt Primzahlen findet, oder ein Betriebssystem)
- nur begrenzt viele Zustände pro Schritt ändern können (Begrenzung der Parallelität)
- nur begrenzt viele Zustände pro Schritt inspizieren können (Begrenzung der Exploration).

## Informatik und Mathematik
Algorithmen sind eines der zentralen Themen der Informatik und Mathematik. Sie sind Gegenstand einiger Spezialgebiete der theoretischen Informatik, der Komplexitätstheorie und der Berechenbarkeitstheorie, mitunter ist ihnen ein eigener Fachbereich Algorithmik oder Algorithmentheorie gewidmet. In Form von Computerprogrammen und elektronischen Schaltungen steuern Algorithmen Computer und andere Maschinen.

### Algorithmus und Programme
Für Algorithmen gibt es unterschiedliche formale Repräsentationen. Diese reichen vom Algorithmus als abstraktem Gegenstück zum konkret auf eine Maschine zugeschnittenen Programm (das heißt, die Abstraktion erfolgt hier im Weglassen der Details der realen Maschine, das Programm ist eine konkrete Form des Algorithmus, angepasst an die Notwendigkeiten und Möglichkeiten der realen Maschine) bis zur Ansicht, Algorithmen seien gerade die Maschinenprogramme von Turingmaschinen (wobei hier die Abstraktion in der Verwendung der Turingmaschine an sich erfolgt, das heißt, einer idealen mathematischen Maschine).
Ein Algorithmus beschreibt eine Vorgehensweise in ihren Teilschritten, zu deren Erledigung wiederum Algorithmen benötigt werden. Beispielsweise werden für die Lösung Quadratischer Gleichungen die Grundrechenarten verwendet. Entsprechend wird in Programmen auf Operatoren zurückgegriffen, welche in die Programmiersprache integriert sind, oder auf Programmbibliotheken. Guter Programmcode zeichnet sich dadurch aus, dass der Teil mit dem eigentlichen Algorithmus kompakt und nachvollziehbar bleibt, während nebensächliche Details in Unterprogramme ausgliedert sind (Modularisierung).
Algorithmen können in Programmablaufplänen nach DIN 66001 oder ISO 5807 grafisch dargestellt werden.

### Erster Computeralgorithmus
Der erste für einen Computer gedachte Algorithmus (zur Berechnung von Bernoullizahlen) wurde 1843 von Ada Lovelace in ihren Notizen zu Charles Babbages Analytical Engine festgehalten. Sie gilt deshalb als die erste Programmiererin. Weil Charles Babbage seine Analytical Engine nicht vollenden konnte, wurde Ada Lovelaces Algorithmus nie darauf implementiert.

### Heutige Situation

Prinzipbild des Rete-Algorithmus für Expertensystem; veröffentlicht: 1979

Algorithmen für Computer sind heute so vielfältig wie die Anwendungen, die sie ermöglichen sollen. Vom elektronischen Steuergerät für den Einsatz im Kfz über die Rechtschreib- und Satzbau-Kontrolle in einer Textverarbeitung bis hin zur Analyse von Aktienmärkten finden sich tausende von Algorithmen. Hinsichtlich der Ideen und Grundsätze, die einem Computerprogramm zugrunde liegen, wird einem Algorithmus in der Regel urheberrechtlicher Schutz versagt. Je nach nationaler Ausgestaltung der Immaterialgüterrechte sind Algorithmen der Informatik jedoch dem Patentschutz zugänglich, so dass urheberrechtlich freie individuelle Werke, als Ergebnis eigener geistiger Schöpfung, wirtschaftlich trotzdem nicht immer frei verwertet werden können. Dies betrifft oder betraf z. B. Algorithmen, die auf der Mathematik der Hough-Transformation (Jahrzehnte alt, aber mehrfach aktualisiertes Konzept mit Neu-Anmeldung) aufbauen, Programme, die das Bildformat GIF lesen und schreiben wollten, oder auch Programme im Bereich der Audio- und Video-Verarbeitung, da die zugehörigen Algorithmen, wie sie in den zugehörigen Codecs umgesetzt sind, oftmals nicht frei verfügbar sind. Die entsprechenden Einsparpotentiale für alle Anwender weltweit (für den Rete-Algorithmus wurde einst eine Million USD auf DEC XCON genannt) dürften heute problemlos die Grenze von einer Milliarde USD im Jahr um ein Zigfaches überschreiten.

### Populärer Gebrauch des Begriffs
Der Begriff des Algorithmus hat seit etwa 2015 im Kontext des Online-Marketing Einzug in die Presse- und Alltagssprache gehalten. Algorithmen bestimmen insbesondere bei werbefinanzierten Angeboten, welche Inhalte und welche Werbeanzeigen dem Anwender gezeigt werden. Ziel dieser Algorithmen ist es, den Anwender lange auf der jeweiligen Plattform zu halten und ihm solche Anzeigen einzublenden, bei denen die Wahrscheinlichkeit eines Klicks am höchsten ist. Der Begriff „Algorithmus“ fällt auch allgemein, wenn eine Software nach unbekannten, aber offensichtlich komplexen Regeln entscheidet. Beispielsweise, welche Ergebnisse von einer Suchmaschine angezeigt werden. Dabei schwingt häufig ein gewisses Unbehagen mit, eben weil der Algorithmus nicht transparent ist. 
In der Diskussion nicht scharf davon abgegrenzt ist der Begriff „Künstliche Intelligenz“. Sie bedient sich ebenfalls Algorithmen zur Lösung vorgegebener Probleme. Von künstlicher Intelligenz wird aber im Allgemeinen nur gesprochen, wenn zusätzlich auf einen Vorrat zuvor erlernten Wissens zugegriffen wird, wobei in der Lernphase charakteristische Muster identifiziert und eingeordnet werden. Mit einer passenden Wissensbasis ist es geeigneten Algorithmen beispielsweise möglich, natürliche geschriebene und gesprochene Sprache zu verarbeiten, Gesichter oder beliebige Objekte zu identifizieren, oder Texte zu formulieren.

## Abgrenzung zur Heuristik
Der Übergang zwischen Algorithmus und Heuristik ist fließend: Eine Heuristik ist eine Methode, aus unvollständigen Eingangsdaten zu möglichst sinnvollen Ergebnissen zu gelangen. Viele heuristische Vorgehensweisen sind selbst exakt definiert und damit Algorithmen. Bei manchen ist jedoch nicht in jedem Schritt genau festgelegt, wie vorzugehen ist – der Anwender muss „günstig raten“. Sie können nicht (vollständig) als Algorithmus formuliert werden.

## Eigenschaften

### Determiniertheit
Ein Algorithmus ist determiniert, wenn dieser bei jeder Ausführung mit gleichen Startbedingungen und Eingaben gleiche Ergebnisse liefert.

### Determinismus
Ein Algorithmus ist deterministisch, wenn zu jedem Zeitpunkt der Algorithmusausführung der nächste Handlungsschritt eindeutig definiert ist. Wenn an mindestens einer Stelle mehr als eine Möglichkeit besteht (ohne Vorgabe, welche zu wählen ist), dann ist der gesamte Algorithmus nichtdeterministisch.
Beispiele für deterministische Algorithmen sind Bubblesort und der euklidische Algorithmus. Dabei gilt, dass jeder deterministische Algorithmus determiniert ist, während aber nicht jeder determinierte Algorithmus deterministisch ist. So ist Quicksort mit zufälliger Wahl des Pivotelements ein Beispiel für einen determinierten, aber nicht deterministischen Algorithmus, da sein Ergebnis bei gleicher Eingabe und eindeutiger Sortierung immer dasselbe ist, der Weg dorthin jedoch zufällig erfolgt.
Nichtdeterministische Algorithmen können im Allgemeinen mit keiner realen Maschine (auch nicht mit Quantencomputern) direkt umgesetzt werden.
Beispiel für einen nichtdeterministischen Algorithmus wäre ein Kochrezept, das mehrere Varianten beschreibt. Es bleibt dem Koch überlassen, welche er durchführen möchte. Auch das Laufen durch einen Irrgarten lässt an jeder Verzweigung mehrere Möglichkeiten, und neben vielen Sackgassen können mehrere Wege zum Ausgang führen.

### Finitheit

#### Statische Finitheit
Die Beschreibung des Algorithmus besitzt eine endliche Länge, der Quelltext muss also aus einer begrenzten Anzahl von Zeichen bestehen.

#### Dynamische Finitheit
Ein Algorithmus darf zu jedem Zeitpunkt seiner Ausführung nur begrenzt viel Speicherplatz benötigen.

#### Terminiertheit
Ein Algorithmus ‚terminiert überall‘ oder ‚ist terminierend‘, wenn er nach endlich vielen Schritten anhält (oder kontrolliert abbricht) – für jede mögliche Eingabe. Ein nicht-terminierender Algorithmus (somit zu keinem Ergebnis kommend) gerät (für manche Eingaben) in eine so genannte Endlosschleife.
Für manche Abläufe ist ein nicht-terminierendes Verhalten gewünscht, z. B. Steuerungssysteme, Betriebssysteme und Programme, die auf Interaktion mit dem Benutzer aufbauen. Solange der Benutzer keinen Befehl zum Beenden eingibt, laufen diese Programme beabsichtigt endlos weiter. Donald E. Knuth schlägt in diesem Zusammenhang vor, nicht terminierende Algorithmen als rechnergestützte Methoden (Computational Methods) zu bezeichnen.
Darüber hinaus ist die Terminierung eines Algorithmus (das Halteproblem) nicht entscheidbar. Das heißt, das Problem, festzustellen, ob ein (beliebiger) Algorithmus mit einer beliebigen Eingabe terminiert, ist nicht durch einen Algorithmus lösbar.

### Effektivität
Der Effekt jeder Anweisung eines Algorithmus muss eindeutig festgelegt sein.

### Beispiele für (weitere) Eigenschaften von Algorithmen
- Einfache Grundoperation: „Öffne die Flasche Wein.“ – Hierbei wird das Wissen um das Öffnen vorausgesetzt.
- Sequentieller Algorithmus: „Bier auf Wein, lass' das sein.“ – Beiden Operationen ist eine Reihenfolge vorgegeben.
- Nebenläufiger Algorithmus: „Getrunken werden Apfelsaft und Sprudel.“ – Die Reihenfolge ist nicht vorgegeben und kann auch gleichzeitig erfolgen.
- Parallele Ausführung: „Mit Sekt anstoßen“ – dies kann nur gleichzeitig (parallel) ausgeführt werden und nicht hintereinander (sequentiell).
- Nichtdeterministischer/nichtdeterminierter Algorithmus: „Füge dem Teig 200 ml Bier oder Wasser hinzu.“ – Das Ergebnis kann sich unterscheiden, je nachdem welche Alternative man wählt.

## Algorithmenanalyse
Die Erforschung und Analyse von Algorithmen ist eine Hauptaufgabe der Informatik und wird meist theoretisch (ohne konkrete Umsetzung in eine Programmiersprache) durchgeführt. Sie ähnelt somit dem Vorgehen in manchen mathematischen Gebieten, in denen die Analyse eher auf die zugrunde liegenden Konzepte als auf konkrete Umsetzungen ausgerichtet ist. Algorithmen werden zur Analyse in eine stark formalisierte Form gebracht und mit den Mitteln der formalen Semantik untersucht.
Die Analyse unterteilt sich in verschiedene Teilgebiete:
- Beispielsweise wird das Verhalten von Algorithmen bezüglich Ressourcenbedarf wie Rechenzeit und Speicherbedarf in der Komplexitätstheorie behandelt; die Ergebnisse werden meist asymptotisch (z. B. als asymptotische Laufzeit) angegeben. Der Ressourcenbedarf wird dabei im Allgemeinen in Abhängigkeit von der Länge der Eingabe ermittelt, das heißt, der Ressourcenbedarf hängt meist davon ab, wie viele Eingabewerte verarbeitet werden müssen, „wie ‚groß‘ die Eingabe(menge) ist“.
- Das Verhalten bezüglich der Terminierung, ob also der Algorithmus überhaupt jemals erfolgreich beendet werden kann, behandelt die Berechenbarkeitstheorie.

## Typen und Beispiele

Die Lösung für das Spiel Türme von Hanoi mit drei Spielsteinen – ein einfacher Algorithmus

Der älteste bekannte nicht-triviale Algorithmus ist der euklidische Algorithmus. Spezielle Algorithmus-Typen sind der randomisierte Algorithmus (mit Zufallskomponente), der Approximationsalgorithmus (als Annäherungsverfahren), die evolutionären Algorithmen (nach biologischem Vorbild) und der Greedy-Algorithmus.
Eine weitere Übersicht geben die Liste von Algorithmen und die Kategorie Algorithmus.

## Wortherkunft

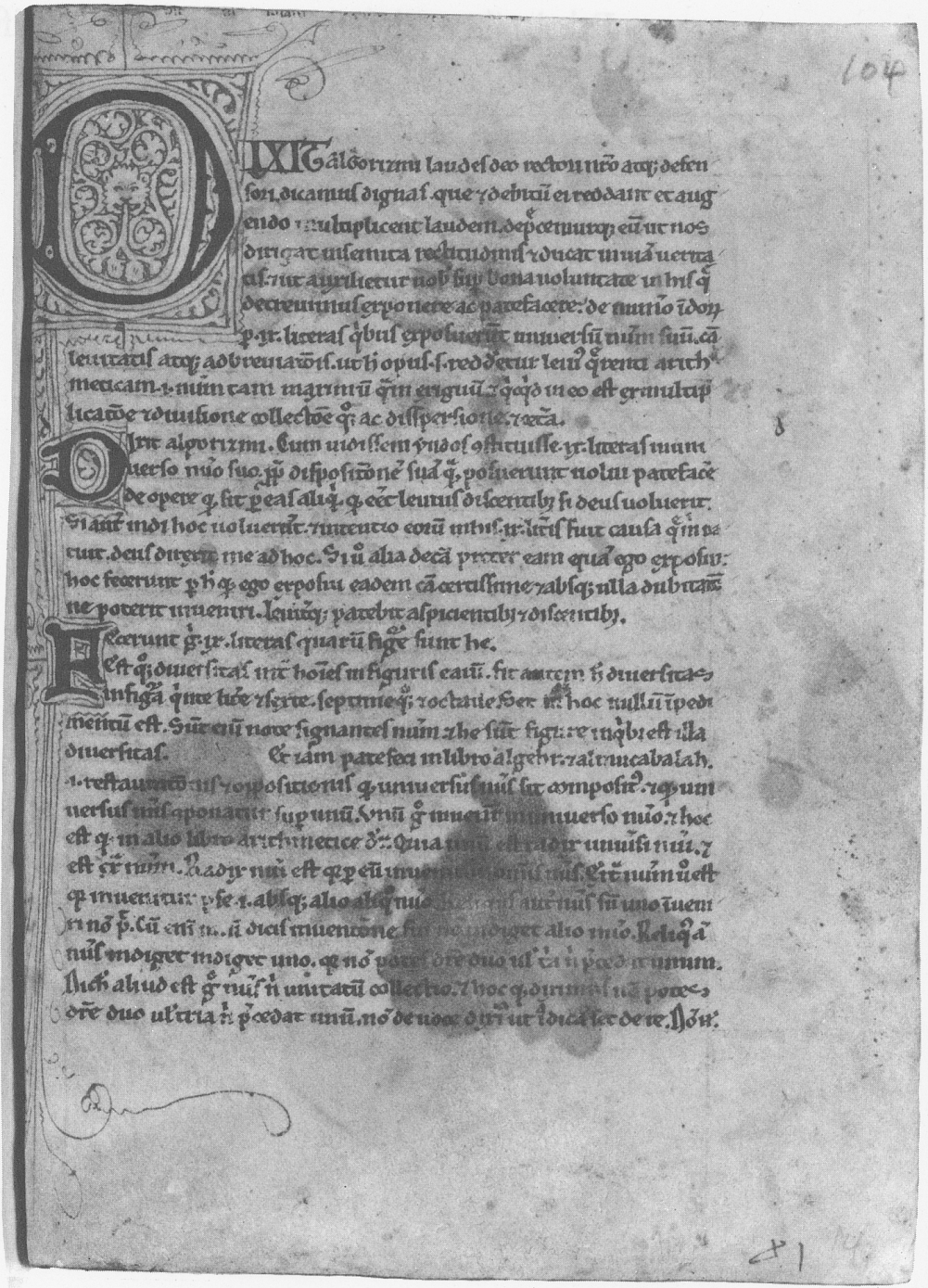
Seite aus einer lateinischen Übersetzung (Cambridger Manuskript), beginnend mit „Dixit algorizmi“

Das Wort Algorithmus ist eine Abwandlung oder Verballhornung des Namens des persischen Rechenmeisters und Astronomen Abu Dschaʿfar Muhammad ibn Musa al-Chwārizmī, dessen Namensbestandteil (Nisba) al-Chwarizmi „der Choresmier“ bedeutet und auf die Herkunft des Trägers aus Choresmien verweist. Er baute auf die Arbeit des aus dem 7. Jahrhundert stammenden indischen Mathematikers Brahmagupta. Die ursprüngliche Bedeutung war das Einhalten der arithmetischen Regeln unter Verwendung der indisch-arabischen Ziffern. Die ursprüngliche Definition entwickelte sich mit Übersetzung ins Lateinische weiter. Sein Lehrbuch Über die indischen Ziffern (verfasst um 825 im Haus der Weisheit in Bagdad) wurde im 12. Jahrhundert aus dem Arabischen ins Lateinische übersetzt und hierdurch in der westlichen Welt neben Leonardo Pisanos Liber Abaci zur wichtigsten Quelle für die Kenntnis und Verbreitung des indisch-arabischen Zahlensystems und des schriftlichen Rechnens. Mit der lateinischen Übersetzung al-Chwārizmī wurde auch der Name des Verfassers in Anlehnung an die Anfangsworte der ältesten Fassung dieser Übersetzung (Dixit Algorismi „Algorismi hat gesagt“) latinisiert. Aus al-Chwārizmī wurde mittelhochdeutsch algorismus, alchorismus oder algoarismus – ein Wort, das aus dem Lateinischen nahezu zeitgleich und gleichlautend ins Altfranzösische (algorisme, argorisme) und Mittelenglische (augrim, augrym) übersetzt wurde. Mit Algorismus bezeichnete man bis um 1600 Lehrbücher, die in den Gebrauch der Fingerzahlen, der Rechenbretter, der Null, die indisch-arabischen Zahlen und das schriftliche Rechnen einführen. Das schriftliche Rechnen setzte sich dabei erst allmählich durch. So beschreibt etwa der englische Dichter Geoffrey Chaucer noch Ende des 14. Jahrhunderts in seinen Canterbury Tales einen Astrologen, der Steine zum Rechnen (augrym stones) am Kopfende seines Betts aufbewahrt:
This clerk was cleped hende Nicholas. / His augrym stones layen faire apart, / On shelves couched at his beddes heed;
In der mittelalterlichen Überlieferung wurde das Wort bald als erklärungsbedürftig empfunden und dann seit dem 13. Jahrhundert zumeist als Zusammensetzung aus einem Personennamen Algus und aus einem aus dem griechischen ῥυσμός (Nebenform von ῥυθμός) in der Bedeutung „Zahl“ entlehnten Wortbestandteil -rismus interpretiert.
Algus, der vermutete Erfinder dieser Rechenkunst, wurde hierbei von einigen als Araber, von anderen als Grieche oder zumindest griechisch schreibender Autor, gelegentlich auch als „König von Kastilien“ (Johannes von Norfolk) betrachtet. In der volkssprachlichen Tradition erscheint dieser „Meister Algus“ dann zuweilen in einer Reihe mit großen antiken Denkern wie Platon, Aristoteles und Euklid, so im altfranzösischen Roman de la Rose, während das altitalienische Gedicht Il Fiore ihn sogar mit dem Erbauer des Schiffes Argo gleichsetzt, mit dem Jason sich auf die Suche nach dem Goldenen Vlies begab.
Auf der para-etymologischen Gräzisierung des zweiten Bestandteils -rismus auf griech. ῥυσμός, ῥυθμός beruht dann auch die lateinische Wortform algorithmus, die seit der Frühen Neuzeit, anfangs auch mit der Schreibvariante algorythmus, größere Verbreitung erlangte und zuletzt die heute übliche Wortbedeutung als Fachterminus für geregelte Prozeduren zur Lösung definierter Probleme annahm.

## Geschichte des Algorithmus

### Geschichtliche Entwicklung
Schon mit der Entwicklung der Sprache ersannen die Menschen für ihr Zusammenleben in größeren Gruppen Verhaltensregeln, Gebote, Gesetze – einfachste Algorithmen. Mit der Sprache ist auch eine geeignete Möglichkeit gegeben, Verfahren und Fertigkeiten weiterzugeben – komplexere Algorithmen. Aus der Spezialisierung einzelner Gruppenmitglieder auf bestimmte Fertigkeiten entstanden die ersten Berufe.
Der Algorithmusbegriff als abstrakte Sicht auf Aufgabenlösungswege trat zuerst im Rahmen der Mathematik, Logik und Philosophie ins Bewusstsein der Menschen. Ein Beispiel für einen mathematischen Algorithmus aus dem Altertum ist der Euklidische Algorithmus.

### Antikes Griechenland
Obwohl der etymologische Ursprung des Wortes arabisch ist, entstanden die ersten Algorithmen im antiken Griechenland. Zu den wichtigsten Beispielen gehören das Sieb des Eratosthenes zum Auffinden von Primzahlen, welches im Buch Einführung in die Arithmetik von Nikomachos beschrieben wurde, und der euklidische Algorithmus zum Berechnen des größten gemeinsamen Teilers zweier natürlicher Zahlen aus dem Werk „die Elemente“. Einer der ältesten Algorithmen, die sich mit einer reellen Zahl beschäftigen, ist der Algorithmus des Archimedes zur Approximation von {\displaystyle \pi }, was zugleich auch eines der ältesten numerischen Verfahren ist.

### Mathematik im 19. und 20. Jahrhundert
Bedeutende Arbeit leisteten die Logiker des 19. Jahrhunderts. George Boole, der in seiner Schrift The Mathematical Analysis of Logic den ersten algebraischen Logikkalkül erschuf, begründete damit die moderne mathematische Logik, die sich von der traditionellen philosophischen Logik durch eine konsequente Formalisierung abhebt. Gottlob Frege entwickelte als erster eine formale Sprache und die daraus resultierenden formalen Beweise. Giuseppe Peano reduzierte die Arithmetik auf eine Sequenz von Symbolen manipuliert von Symbolen. Er beschäftigte sich mit der Axiomatik der natürlichen Zahlen. Dabei entstanden die Peano-Axiome.
Die Arbeit von Frege wurde stark von Alfred North Whitehead und Bertrand Russell in ihrem Werk Principia Mathematica weiter ausgearbeitet und vereinfacht. Zuvor wurde von Bertrand Russell die berühmte russellsche Antinomie formuliert, was zum Einsturz der naiven Mengenlehre führte. Das Resultat führte auch zur Arbeit Kurt Gödels.
David Hilbert hat um 1928 das Entscheidungsproblem in seinem Forschungsprogramm präzise formuliert. Alan Turing und Alonzo Church haben für das Problem 1936 festgestellt, dass es unlösbar ist.